# Emma Lahana
Emma Kate Lahana (Auckland, Nova Zelândia, 27 de junho de 1984) é uma atriz neozelandesa, mais conhecida por seus papeis como Kira Ford, a ranger amarela de Power Rangers Dino Thunder (2004), Jennifer Mason em Haven (2013) e Brigid O'Reilly em Cloak & Dagger (2018–2019).

## Carreira
Emma Lahana começou a se envolver com as artes desde a infância, com aulas de balé, Jazz e outros tipos dança e instrumentos musicais como violino. Sua primeira chance na TV, foi na série neozelandesa Shortland Street, na qual fazia pequenas aparições como a personagem Erin Kingston. Em 2003 deu vida a Fiona no filme You Wish!, estrelado por A.J. Trauth e Lalaine no Disney Channel.
Em 2004, ela teve seu primeiro papel de destaque, na série de super-heróis Power Rangers Dino Thunder, que na época era produzida pela Disney, sendo exibida de fevereiro à novembro daquele ano.
Dino Thunder também marcou a volta de Jason David Frank como Tommy Oliver, dessa vez como mentor de novos rangers. Dentre eles, estava a personagem Kira Ford, interpretada por Emma, uma estudante com dotes musicais. No papel da power ranger amarela nessa temporada, Emma cantou várias músicas que foram feitas para sua personagem como Patiently, True Love e Freak You Out, embora ela nunca tenha tido a pretensão de ser cantora. Foi por esse motivo, que ela não continuou com trabalhos musicais. No ano seguinte, participou de dois episódios de Power Rangers S.P.D, novamente como Kira.
Emma participou de vários filmes independentes como Alien Agent, Fragile, Dear Mr. Gacy e Girlfriend Experience, no qual foi uma das protagonistas. 
Em 2007, ela aceitou o convite para voltar ao universo de Power Rangers, em um episódio comemorativo na temporada Power Rangers: Operation Overdrive, reprisando assim, a sua personagem Kira Ford. Depois disso, ela fez pequenas aparições em séries como Stargate Atlantis, The Guard e Seven Deadly Sins, até conseguir um papel recorrente na série Hellcats, na qual teve a chance de atuar ao lado de Ashley Tisdale. Com o cancelamento precoce da série, Emma passou a fazer pequenos papeis em Emily Owens, M.D. e Arctic Air, até se destacar como  Jennifer Mason, uma personagem recorrente que entra na quarta e última temporada de Haven. Após um hiato de cinco anos, Emma voltou a televisão no papel de Brigid O'Reilly, destaque da série do canal pago Freeform, Cloak & Dagger.

## Filmografia
| Filmes    | Filmes                             | Filmes           | Filmes                                                       |
| Ano       | Filme                              | Personagem       | Nota(s)                                                      |
| --------- | ---------------------------------- | ---------------- | ------------------------------------------------------------ |
| 2003      | You Wish!                          | Fiona            | -                                                            |
| 2007      | Alien Agent                        | Julie            | -                                                            |
| 2007      | Nobody                             | Kara             | Filme para TV                                                |
| 2008      | The Girlfriend Experience          | Adrian           | -                                                            |
| 2009      | Fragile                            | Jennifer Foster  | Curta participação                                           |
| 2009      | Polar Storm                        | Fiona            | Filme para TV                                                |
| 2010      | Dear Mr. Gacy                      | Alyssa           | -                                                            |
| 2012      | Big Time Rush O Filme              | Penny Lane       | Filme para TV                                                |
| Séries    |                                    |                  |                                                              |
| Ano       | Série                              | Papel            | Notas                                                        |
| 2000-2001 | Shortland Street                   | Erin Kingston    | Atriz Coadjuvante                                            |
| 2004      | Power Rangers: Dino Thunder        | Kira Ford        | Elenco Principal                                             |
| 2005      | Power Rangers: SPD                 | Kira Ford        | "History" ep:31 e "Whormhole" ep:35                          |
| 2007      | Supernatural                       | Jen              | "Tall Tales" (episódio 15, temporada 2)                      |
| 2007      | Power Rangers: Operation Overdrive | Kira Ford        | "Once a Ranger" (episódio 20, temporada 1)                   |
| 2007      | Kyle XY                            | Menina           | "Does Kyle Dream of Electric Fish" (episódio 6, temporada 2) |
| 2008      | Stargate Atlantis                  | Ava Dixon        | "Outcast" (episódio 15, temporada 4)                         |
| 2008      | The L Word                         | Missy P          | "Lesbians Gone Wild" (episódio 7, temporada 5)               |
| 2009      | The Guard                          | Emily Greig      | 3 episódios, temporada 2                                     |
| 2010      | Seven Deadly Sins                  | Beth             | 2 episódios, temporada 1                                     |
| 2010-2011 | Hellcats                           | Charlotte Monroe | Recorrente (temporada 1)                                     |
| 2012      | Emily Owens, M.D.                  | Hannah           | "Emily and... the Question of Faith"                         |
| 2013      | Arctic Air                         | Alex             | Recorrente (Temporada 2)                                     |
| 2013      | Haven                              | Jennifer Mason   | Recorrente (Temporada 4)                                     |
| 2018-2019 | Cloak & Dagger                     | Brigid O'Reilly  | Elenco Principal                                             |

## Aparições
- 2005 London International Advertising Awards (11 de julho de 2005)
- The Living Room in NYC (9 de julho de 2005)
- Comic-Con International 2005 (7/17/05)
- Power Morphicon: Los Angeles 2007 (06/2007)
- Lexington Comic & Toy Convention (3/2017)